# Andreas Vesalius
Andreas Vesalius, s pravim imenom Andreas van Wesel, znan tudi kot Andreas Vesal in André Vésale, flamski anatom, * 31. december 1514, Bruselj, † 15. oktober 1564, v brodolomu v bližini otoka Zakintos.
Vesalius velja za začetnika sodobne anatomije, leta 1543 pa je o anatomiji napisal tudi delo O zgradbi človeškega telesa (De humani corporis fabrica). Knjiga je temeljila na dejanskem razteleševanju in preiskovanju. Kasneje je postal zdravnik cesarja Karla V.